# Thalassopterus zancleus
Thalassopterus zancleus is een slakkensoort uit de familie van de Clionidae. De wetenschappelijke naam van de soort is voor het eerst geldig gepubliceerd in 1910 door Kwietniewski.